# تئاتر هنر ییدیش

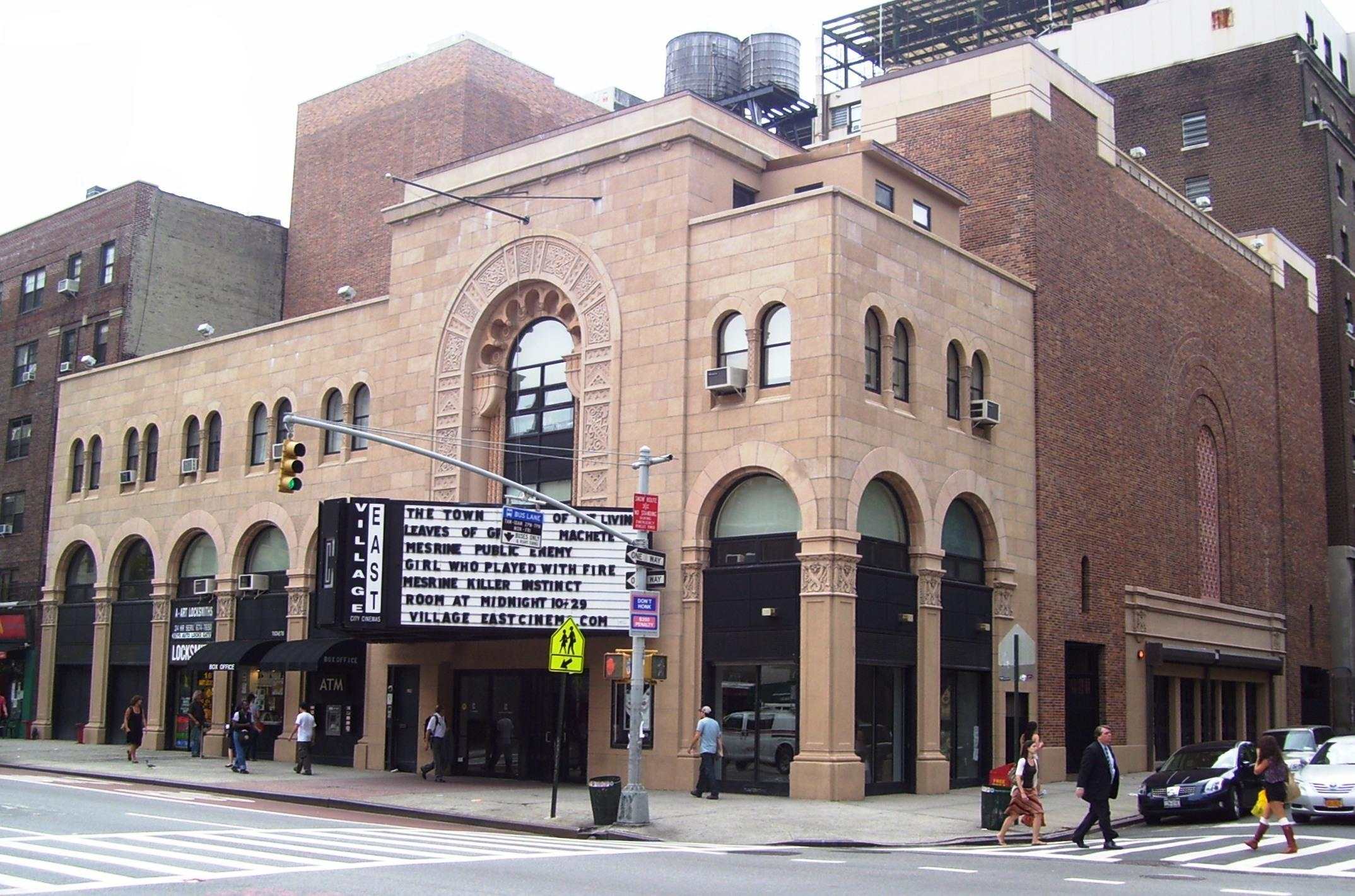
تئاتر لوئیس ان. جاف ، محل استقرار گروه از سال ۱۹۲۶

تئاتر هنر ییدیش (Yiddish Art Theatre) یک گروه تئاتر ییدیش در قرن بیستم در شهر نیویورک بود. این سازمان در سال ۱۹۱۸ توسط موریس شوارتز، بازیگر و مدیر برنامه، برای ارائه درام‌های جدی ییدیش و آثاری از ادبیات جهان به زبان ییدیش تأسیس شد.